# Самарка (Локтевский район)
Самарка (также Денгоф, нем. Dönhof) — село в Локтевском районе Алтайского края, административный центр Самарского сельсовета. Основано в 1898 году.
Население — 493 (2021)

## История
Основано в 1898 году переселенцами из Поволжья. Немецкое название по поволжской колонии Денгоф. До 1917 года — лютерансоке село в составе Локтевской волости Змеиногорского уезда Томской губернии. Лютеранский приход Томск-Барнаул.
В 1926 году имелись сельсовет, кооперативная лавка, маслоартель, сельскохозяйственные кооперативное и кредитное товарищества, начальная школа, пункт ликбеза, библиотека, изба-читальня, красный уголок. В период коллективизации организован колхоз имени Тельмана. В период репрессий 1937-38 арестованы 150 человек, из них возвратились 4.

## Физико-географическая характеристика
Село предгорьях Алтая, в долине реки Золотуха, на высоте 296 метров над уровнем моря. Рельеф местности — холмисто-равнинный. Распространены чернозёмы южные.
По автомобильным дорогам расстояние до районного центра города Горняк — 14 км, до краевого центра города Барнаула — 390 км.
Климат
Климат умеренный континентальный (согласно классификации климатов Кёппена-Гейгера — тип Dfb). Среднегодовая температура положительная и составляет +2,6° С, средняя температура самого холодного месяца января − 16,0 °C, самого жаркого месяца июля + 20,6° С. Многолетняя норма осадков — 446 мм, наибольшее количество осадков выпадает в июле — 58 мм, наименьшее в феврале — 26 мм
Часовой пояс
Самарка, как и весь Алтайский край, находится в часовой зоне МСК+4. Смещение применяемого времени относительно UTC составляет +7:00.

## Население
| 1921 | 1926 | 1989  | 1997  | 1998  | 1999  | 2000  | 2001  | 2002 | 2003 |
| ---- | ---- | ----- | ----- | ----- | ----- | ----- | ----- | ---- | ---- |
| 732  | ↗904 | ↗1096 | ↗1320 | ↘1303 | ↘1150 | ↘1067 | ↘1018 | ↘809 | ↗840 |
| 2004 | 2005 | 2006  | 2007  | 2008  | 2009  | 2010  | 2011  | 2012 | 2013 |
| ↗934 | ↘903 | ↘849  | ↘743  | ↘707  | ↗738  | ↘720  | ↘715  | ↘677 | ↘631 |
| 2014 | 2015 | 2016  | 2017  | 2018  | 2019  | 2020  | 2021  |      |      |
| ↘618 | ↘586 | ↗590  | ↘578  | ↘562  | ↘546  | ↘519  | ↘493  |      |      |